# Zea (municipalité)
Pour les articles homonymes, voir Zea (homonymie).
Zea est l'une des vingt-trois municipalités de l'État de Mérida au Venezuela. Son chef-lieu est Zea. En 2011, la population s'élève à 11 162 habitants.

## Étymologie
La municipalité est nommée en l'honneur du vice-président de Grande Colombie, Francisco Antonio Zea (1766-1822).

## Géographie

### Subdivisions
La municipalité possède une paroisse civile et une parroquia capital, traduite ici par « capitale » (en italiques et suivie d'une astérisque) avec, chacune à sa tête, une capitale (entre parenthèses) :
- Caño El Tigre (Caño Tigre) ;
- Capitale Zea * (Zea).